# Sanya Lopez

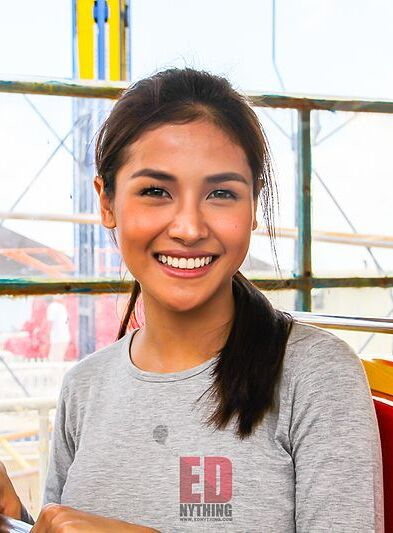
Sanya Lopez (2016)

Sanya Lopez (* 9. August 1996 in Nagcarlan, eigentlich Shaira Lenn Osuna Roberto) ist eine philippinische Schauspielerin. Nationale Bekanntheit erreichte sie durch die Rolle der Danaya in der Fernsehserie Encantadia, die sie in insgesamt 218 Episoden verkörperte und ihrer Rolle als Angela Alonzo in 164 Episoden in Haplos.

## Leben
Sie wuchs mit ihrem älteren Bruder Jak Roberto in Malolos, Bulacan auf. 1997 starb ihr Vater an einem Herzinfarkt. Im Alter von 14 Jahren lernte Lopez den Fernsehmacher und Manager German Moreno kennen, den sie als Vaterfigur ansah. Moreno gab ihr später den Künstlernamen Sanya.
Dank Morenos Kontakten schaffte Lopez den Schritt ins Fernsehgeschäft. Erste größere Bekanntheit erlangte sie durch eine Besetzung in der Fernsehserie The Half Sisters. Der nationale Durchbruch gelang ihr durch den Fernsehserien Encantadia, Haplos, Cain at Abel und Dahil sa pag-ibig.

## Filmografie
- 2013: Dormitoryo (Fernsehserie, 8 Episoden)
- 2015: The Half Sisters (Fernsehserie, Episode 1x262)
- 2016: A1 ko sa'yo (Fernsehserie, Episode 1x16)
- 2016–2017: Karelasyon (Fernsehserie, 3 Episoden, jeweils verschiedene Rollen)
- 2016–2017: Encantadia (Fernsehserie, 218 Episoden)
- 2016–2018: Wagas (Fernsehserie, 4 Episoden, jeweils verschiedene Rollen)
- 2016–2019: Magpakailanman (Fernsehserie, 5 Episoden, jeweils verschiedene Rollen)
- 2016–2020: Dear Uge (Fernsehserie, 8 Episoden, jeweils verschiedene Rollen)
- 2017: Full House Tonight! (Fernsehserie, Episode 1x04)
- 2017: Amalanhig: The Vampire Chronicles (Fernsehfilm)
- 2017–2018: Haplos (Fernsehserie, 164 Episoden)
- 2017–2019: Tadhana (Fernsehserie, 3 Episoden, jeweils verschiedene Rollen)
- 2018: Daig kayo ng lola ko (Fernsehserie, 5 Episoden)
- 2018: Victor Magtanggol (Fernsehserie, 6 Episoden)
- 2018: Inday Will Always Love You (Fernsehserie, 2 Episoden)
- 2018: Wild and Free (Fernsehfilm)
- 2018–2019: Cain at Abel (Fernsehserie, 65 Episoden)
- 2019: Daddy's Gurl (Fernsehserie, Episode 1x25)
- 2019: Dahil sa pag-ibig (Fernsehserie, 100 Episoden)
- 2019–2020: Maynila (Fernsehserie, 2 Episoden)
- 2019–2020: Beautiful Justice (Fernsehserie, 5 Episoden)
- 2020: Isa pang bahaghari
- 2021: First Yaya (Fernsehserie)
- 2021: Agimat ng agila (Fernsehserie)